# بحيرة بويانغ
بحيرة بويانغ (بالصينية:鄱阳湖، بالبينينية: Póyáng Hú ) (بالإنجليزية: Poyang Lake)‏ بحيرة صينية، تقع في منطقة جيانغشي وتعد أكبر مسطح مائي للمياه العذبة في الصين، حيث تصل مساحتها إلى 3585 كم مربع. معدل عمق البحيرة هو 8 أمتار. تصب فيها خمسة أنهار.
منع الصيد فيها منذ عام 2002، وبشكل عام فإن عدد الحيوانات التي تعتاش فيها أو عليها آخذ في التناقص.